# Đệ Tứ Đại Hàn Dân Quốc
Đệ tứ Đại Hàn Dân Quốc hay Đệ tứ Cộng hòa Quốc (tiếng Hàn: 제4공화국; Hanja: 第四共和國; Romaja: Je-sa Gonghwaguk) là chính phủ của Hàn Quốc từ tháng 11 năm 1972 đến tháng 3 năm 1981.
Cộng hòa thứ tư được thành lập dựa trên sự phê chuẩn Hiến pháp Yusin trong cuộc trưng cầu dân ý về hiến pháp năm 1972, chính thức hóa các quyền lực độc tài thực tế do Tổng thống Park Chung Hee nắm giữ và kế vị Cộng hòa thứ ba. Park và Đảng Cộng hòa Dân chủ của ông đã cai trị theo Hệ thống Yusin tập trung và độc đoán cho đến khi ám sát Park vào ngày 26 tháng 10 năm 1979. Nền Cộng hòa thứ tư bước vào thời kỳ bất ổn chính trị dưới thời Tổng thống danh nghĩa Choi Kyu-hah và đạo luật quân sự leo thang tuyên bố sau cái chết của Park. Choi đã bị lật đổ không chính thức bởi Chun Doo-hwan trong cuộc đảo chính vào ngày 12 tháng 12 năm 1979, và bắt đầu đàn áp vũ trang Phong trào Dân chủ hóa Gwangju chống lại thiết quân luật. Chun phát động cuộc đảo chính vào ngày 17 tháng 5 năm 1980 vào tháng 5 năm 1980, thiết lập chế độ độc tài quân sự theo Hội đồng Thống nhất Quốc gia và giải tán Quốc hội, và được hội đồng bầu làm tổng thống trong cuộc bầu cử tổng thống tháng 8 năm 1980. Cộng hòa thứ tư đã bị giải thể khi thông qua hiến pháp mới vào tháng 3 năm 1981 và được thay thế bằng nền Đệ ngũ Đại Hàn Dân quốc.